# Opposition (Astronomie)

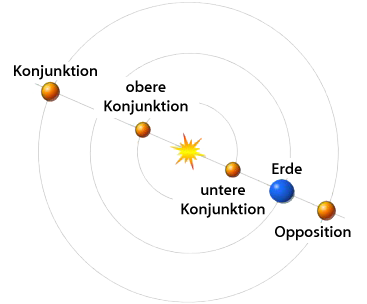
Konjunktionen

Als Opposition (Astronomisches Symbol: ☍) bezeichnet man in der Astronomie die Konstellation, bei der sich zwei Himmelskörper von der Erde aus betrachtet im Winkelabstand (Elongation) von 180 Grad zueinander befinden. Im Regelfall interessiert dabei nur die Opposition eines Himmelskörpers gegenüber der Sonne (als zweitem Himmelskörper), weil er erst dann die ganze Nacht über am Himmel zu sehen ist und um Mitternacht am höchsten über dem Horizont steht.
Steht etwa der Mond in Opposition zur Sonne, haben wir Vollmond. Himmelskörper, die wie die unteren Planeten Merkur und Venus innerhalb der Erdbahn die Sonne umlaufen, können dagegen nie in Opposition zur Sonne kommen und sind daher stets nur am Abend- oder Morgenhimmel, nicht aber während der ganzen Nacht zu sehen.
In zeitlicher Nähe zur Opposition eines Himmelskörpers in Bezug auf die Sonne wird dessen geringster Erdabstand erreicht, was für erdgebundene Beobachtungen natürlich von Vorteil ist. Wegen der Exzentrizität der Planetenbahnen wird dieser geringste Erdabstand häufig nicht exakt zum Oppositionszeitpunkt erreicht, die Differenz von wenigen Tagen ist typischerweise aber ohne praktische Bedeutung.
Stehen zwei Himmelskörper fast zur gleichen Zeit in Opposition zur Sonne, so kann es wegen der scheinbaren Schleifenbahnen (Oppositionsschleife) der beteiligten Himmelskörper zu einer sogenannten dreifachen Konjunktion kommen. Hierbei begegnen sich die beiden Himmelskörper drei Mal im zeitlichen Abstand von nur wenigen Monaten.
Bei (ausreichend) exakter Opposition, wenn also Sonne, Erde und der dritte Himmelskörper – in dieser Reihenfolge – auf einer Linie stehen, kommt es, wenn die Größen- und Abstandsverhältnisse passen, zu einer Abschattung des dritten Körpers. Im Fall des kleinen und nahen Mondes führt eine ausreichend perfekte Opposition zu einer totalen oder ringförmigen Mondfinsternis, während eine weniger genaue Opposition eine asymmetrische Teil-Verfinsterung bewirkt.
Sonderformen der Opposition
- Mondfinsternis